# Optoboomen
Optoboomen betecknar en ekonomisk utveckling mot slutet av den så kallade IT-bubblan under åren 2000-2004 då stora mängder riskkapital pumpades in i ett antal nystartade företag i Stockholm med inriktning på fiberoptisk kommunikation. Efter att vinstprognoserna för web- och mjukvaru-företagen hade börjat skruvas ner, flyttades intresset istället till företag med inriktning på konstruktion av hårdvara för fiberoptisk kommunikation.
År 2000 köptes Altitun och Qeyton av ADC respektive Cisco för 7,9 respektive 7,3 miljarder kronor. Dess företag hade startats endast några år tidigare och hade vid köptillfällena ingen serietillverkning igång. Knappt två år efter uppköpen avvecklades bolagen.
En annan liknande satsning var Optillion som spenderade över 700 miljoner på drygt 4 år innan konkurs.